# Campo dei Fiori (poema)
Campo dei Fiori es un poema escrito por el premio nobel de literatura Czesław Miłosz durante su juventud, en Varsovia, en 1943.

## Trasfondo
Miłosz escribió “Campo dei Fiori”, uno de sus más grandes poemas de juventud, en Varsovia en 1943. Empieza con la imagen de la plaza romana Campo de' Fiori, en la cual dice que "quemaron a Giordano Bruno." En la descripción que hace el poeta de esta plaza, se puede percibir en primer plano un colorido mercado repleto de flores, frutas y demás. La plaza está llena de vida, hecho en el que hace hincapié el autor. Mientras tanto, en el fondo, un solitario Giordano Bruno espera su destino: la muerte. Este hecho no consigue estorbar ni molestar la alegre atmósfera que domina en la plaza. Esta imagen está relacionada en el poema con un periodo de tiempo en especial de Varsovia, especialmente abril de 1943. Ese año los nazis llevaban a cabo la masacre de los guetos creados por ellos, y de sus habitantes. En este momento también, la alegre atmósfera sigue sin interrupciones. Continúa una tarde de primavera, con un cielo claro, un carrusel, música, rodeados de enamorados, y de gente feliz. Pero, en algún lugar del fondo, está teniendo lugar la tragedia del gueto ardiendo. Estas imágenes constituyen eventos de gran proximidad; la atmósfera feliz convive con el horror de los muertos. Y nadie se interesa por los asesinatos de inocentes, porque las tragedia del hombre (tanto en el pasado como hoy en día), incluyendo la mayor de ellas, la muerte, son desconocidas, raras, para la vida.